# قلعة دشت لير (قلعة خواجة)
قلعة دشت لير (بالفارسية: گله دشت لیر) هي منطقة سكنية تقع في إيران في قسم قلعة خواجة الريفي. يقدر عدد سكانها بـ 197 نسمة بحسب إحصاء 2016.